# Aarhus (rivière)
L'Aarhus est un fleuve côtier situé dans la région du Jutland central. Sa longueur est d'environ 40 km.
Le cours d'eau traverse la municipalité de Skanderborg avant d'atteindre la ville portuaire d'Aarhus où il se jette dans la Mer du Nord. 

## Références

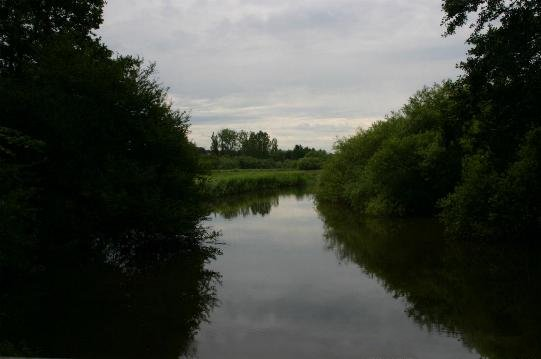
Vue rurale de la rivière Aarhus.

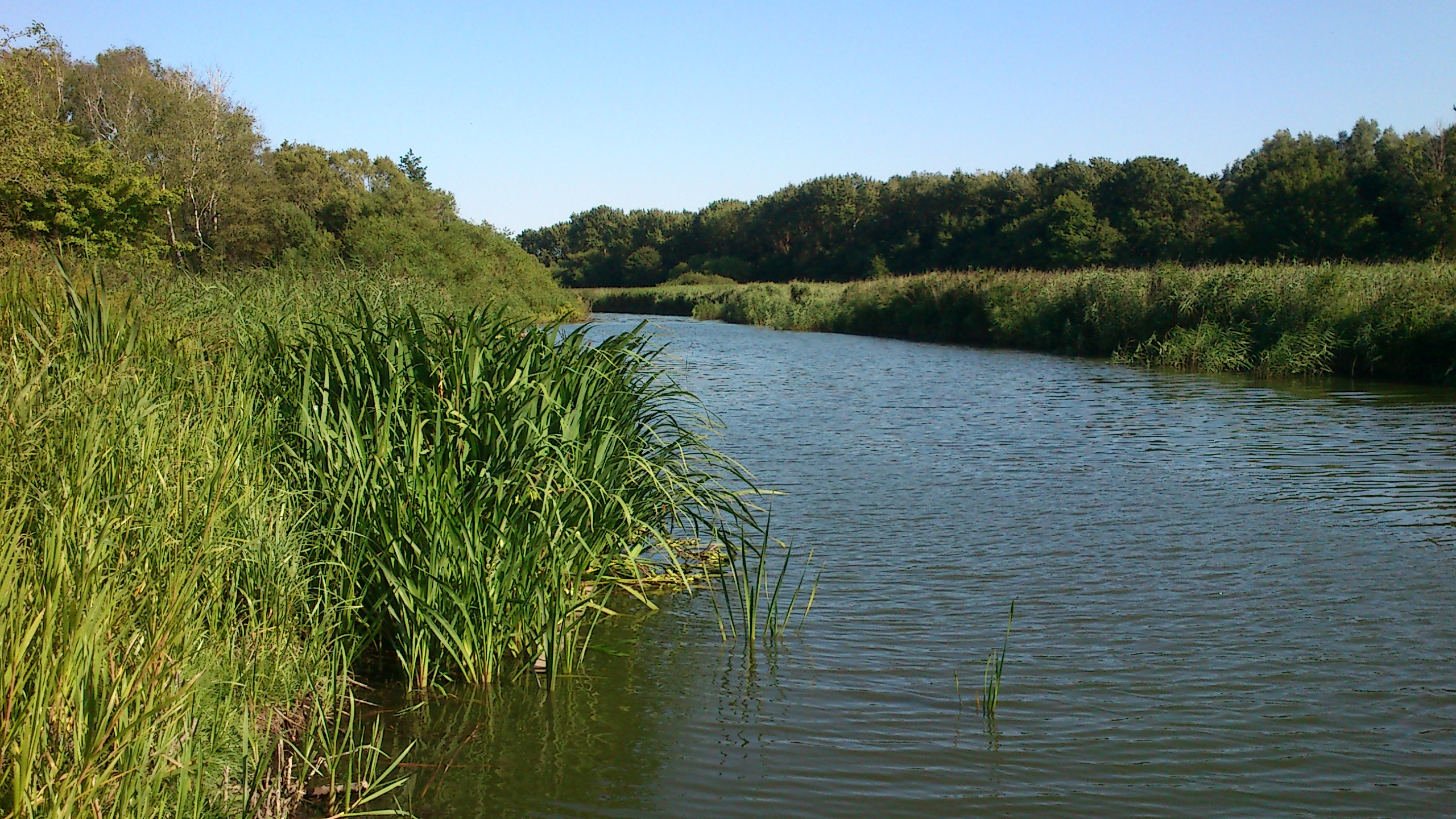
Roseaux poussant le long de l'Aarhus.